# Saison 7 de Dynastie (1981)
Chronologie
Saison 6 Saison 8
Cet article présente le guide des épisodes de la septième saison de la série télévisée américaine Dynastie.

## Distribution

### Acteurs principaux
- John Forsythe (VF : Jean-Claude Michel) : Blake Carrington
- Linda Evans (VF : Annie Sinigalia) : Krystle Carrington
- Gordon Thomson (en) (VF : Patrick Poivey) : Adam Carrington
- Jack Coleman (VF : François Leccia) : Steven Carrington
- Michael Nader (VF : Jean-Pierre Dorat) : Dex Dexter
- Heather Locklear (VF : Séverine Morisot) : Sammy Jo Reece Fallmont
- Ted McGinley : Clay Fallmont (n'apparaît pas dans les épisodes 19 et 25)
- Terri Garber : Leslie Carrington (épisodes 13, puis 16 à 28)
- Cassie Yates (en) : Sarah Curtis (épisodes 19 à 27)
- Leann Hunley (en) : Dana Waring Carrington (épisodes 4, 5, 7, 8, 9, puis 11 à 14, puis 17 à 28)
- Wayne Northrop (en) : Michael Culhane (épisodes 1 à 13, puis 16 à 19, puis 21, 22 et 25)
- Christopher Cazenove (VF : Gérard Dessalles) : Ben Carrington (n'apparaît pas dans les épisodes 15, 20, 24 et 26)
- Karen Cellini (en) (VF : Ysabelle Lacamp) : Amanda Carrington (épisodes 1 à 13)
- Kate O'Mara (VF : Monique Morisi) : Cassandra « Caress » Morrell (épisodes 7 à 10)
- Diahann Carroll (VF : Julia Dancourt) : Dominique Deveraux (n'apparaît pas dans les épisodes 2, 7, 8, 9, 13, 14, 20 et 23)
- Joan Collins (VF : Michèle Bardollet) : Alexis Carrington Colby

### Acteurs invités
- Richard Lawson : Nick Kimball (épisodes 4, 6, 7, 10, 11, 15, puis 25 à 28)
- Troy Beyer : Jackie Deveraux (épisodes 1, 4, 5, 26 et 27)
- Emma Samms (VF : Brigitte Morisan) : Fallon Carrington Colby (épisodes 1 et 6)
- John James : Jeff Colby (épisodes 6 et 18)
- Ricardo Montalban : Zach Powers (épisode 8)
- Bo Hopkins : Matthew Blaisdel (épisode 28)
- Paul Burke : Neal McVane
- Jon Cypher : Dirk Maurier
- Neil Dickson : Gavin Maurier

## Épisodes

### Épisode 1:La Victoire
- États-Unis : 24 septembre 1986
- Québec : 20 janvier 1988 sur TVA

### Épisode 2:Dans les mailles du filet
- États-Unis : 1er octobre 1986
- Québec : 25 janvier 1988

### Épisode 3:Mise au point
- États-Unis : 15 octobre 1986
- Québec : 1er février 1988

### Épisode 4:La Récompense
- États-Unis : 22 octobre 1986
- Québec : 8 février 1988

### Épisode 5:La Réhabilitation
- États-Unis : 5 novembre 1986
- Québec : 15 février 1988

### Épisode 6:Romance
- États-Unis : 12 novembre 1986
- Québec : 22 février 1988

Carole Cook (Cora Van Husen)

### Épisode 7:La Mission
- États-Unis : 19 novembre 1986
- Québec : 29 février 1988

### Épisode 8:Le Choix
- États-Unis : 26 novembre 1986
- Québec : 7 mars 1988

Ricardo Montalban

### Épisode 9:Le Secret
- États-Unis : 3 décembre 1986
- Québec : 14 mars 1988

### Épisode 10:La Lettre
- États-Unis : 10 décembre 1986
- Québec : 21 mars 1988

### Épisode 11:Le Bal de l'impératrice
- États-Unis : 17 décembre 1986
- Québec : 28 mars 1988

Carole Cook (Cora Van Husen)

### Épisode 12:La Peur du passé
- États-Unis : 31 décembre 1986
- Québec : 4 avril 1988

### Épisode 13:Un soupçon de vérité
- États-Unis : 7 janvier 1987
- Québec : 11 avril 1988

Irving J. Moore

### Épisode 14:Une ancienne histoire d'amour (1repartie)
- États-Unis : 14 janvier 1987
- Québec : 18 avril 1988

Robert Scheerer
- Après avoir fouillé dans les affaires de Blake et alors qu'ils sont tous deux à Singapour, Alexis trouve et déchire une photo représentant Krystle et Krystina dans les mêmes vêtements, les mêmes positions et la même pièce que celles dans lesquelles elles apparaissent toutes deux la scène suivante.
- Blake et Alexis esquissent quelques pas de danse sur le thème de la chanson de Bewitched, Bothered and Bewildered écrite par Lorenz Hart et composée par Richard Rodgers. Dans sa version originale, Alexis en susurre même quelques paroles.

- Il est à noter qu'à aucun moment les deux personnages ne s'embrassent réellement sur la bouche. Le scandale médiatique autour du problématique baiser dans un épisode d'une saison précédente entre Linda Evans et Rock Hudson (entretemps décédé du sida) avait en effet un temps plongé les milieux du cinéma et de la télévision dans une certaine paranoïa, réduisant au maximum les contacts physiques entre acteurs.

### Épisode 15:Une ancienne histoire d'amour (2epartie)
- États-Unis : 21 janvier 1987
- Québec : 18 avril 1988

Irving J. Moore

### Épisode 16:Le Portrait
- États-Unis : 28 janvier 1987
- Québec : 25 avril 1988

Nancy Malone

### Épisode 17:Un grand jour
- États-Unis : 4 février 1987
- Québec : 25 avril 1988

Robert Scheerer
Linda Thorson (Dr Mansfield)

### Épisode 18:Le Dernier Recours
- États-Unis : 11 février 1987
- Québec : 2 mai 1988

Nancy Malone
Linda Thorson (Dr Mansfield)

### Épisode 19:Les Mères
- États-Unis : 25 février 1987
- Québec : 2 mai 1988

Irving J. Moore
Ed Nelson (Sam Dexter)

### Épisode 20:L'Opération
- États-Unis : 4 mars 1987
- Québec : 9 mai 1988

Gwen Arner

### Épisode 21:Le Garage
- États-Unis : 11 mars 1987
- Québec : 9 mai 1988

Don Medford

### Épisode 22:La Douche
- États-Unis : 18 mars 1987
- Québec : 16 mai 1988

Irving J. Moore

### Épisode 23:Une si belle robe
- États-Unis : 25 mars 1987
- Québec : 16 mai 1988

Gwen Arner

### Épisode 24:Valez
- États-Unis : 1er avril 1987
- Québec : 5 septembre 1988

Nancy Malone
Madeleine Sherwood (la locataire)

### Épisode 25:La Manipulation
- États-Unis : 8 avril 1987
- Québec : 12 septembre 1988

Don Medford

### Épisode 26:La Confession
- États-Unis : 22 avril 1987
- Québec : 19 septembre 1988

Irving J. Moore

### Épisode 27:Coup de cœur
- États-Unis : 29 avril 1987
- Québec : 26 septembre 1988

Don Medford

### Épisode 28:Jeux d'ombres
- États-Unis : 6 mai 1987
- Québec : 3 octobre 1988

Irving J. Moore
Bo Hopkins (Matthew Blaisdel)
- Un extrait de l'épisode 10 de cette saison est utilisé en flash-back pour illustrer un souvenir de Buck Fallmont, joué par Richard Anderson dont c'est ici la dernière participation à la série.
- Ted McGinley dans le rôle de son fils Clay, Christopher Cazenove dans celui de Ben Carrington, Diahann Carroll dans celui de Dominique Deveraux et Richard Lawson dans celui de Nick Kimball apparaissent aussi pour la dernière fois.
- C'est la première fois qu'il est ouvertement fait mention du SIDA dans le dialogue. Outre le scandale médiatique du baiser de Rock Hudson (mort des suites de cette maladie) qui avait directement touché la série, le tournage de cette saison coïncide avec l'officialisation internationale de l'épidémie.
- Après Micheal Culhane et Neal McVane, c'est au tour de Matthew Blaisdel, joué par Bo Hopkins et laissé pour mort en début de saison 2, de ressurgir dans la saga.